# Estación San Vicente (Chile)
San Vicente es una antigua estación de Talcahuano. Forma parte del subramal Talcahuano-San Vicente. La casa estación no existe, y el patio estación ya no posee desvíos activados. La vía continúa hasta el Recinto Portuario de San Vicente, concesionado a San Vicente Terminal Internacional (SVTI). El subramal actualmente se ocupa para servicios de carga por los porteadores Ferrocarril del Pacífico S.A. (FEPASA) y Transporte Ferroviario Andrés Pirazzoli (Transap).